# Marcsák Gergely
Marcsák Gergely (Kincseshomok, 1990. február 23. –) kárpátaljai magyar költő, verséneklő, irodalmár.

## Tanulmányok
A Homoki Általános Iskola befejezése után az Ungvári 10. Számú Dayka Gábor Magyar Tannyelvű Középiskolában érettségizett. Az Ungvári Nemzeti Egyetemen szerzett magyar nyelv és irodalom szakos tanári diplomát 2012-ben, majd öt évig egykori alma matere, az ungvári magyar középiskola magyartanára és szervezőpedagógusa volt. 2015 és 2018 között a Debreceni Egyetem Irodalom és Kultúratudományok Doktori Iskolájának PhD-hallgatója. 2017 és 2019 között az Előretolt Helyőrség Íróakadémia pályakezdő hallgatója. 

## Munkásság
Első versei 2010-ben jelentek meg az Együtt irodalmi folyóiratban. Azóta írásait közölték a Napút, Helikon, Partium, Magyar Napló, Irodalmi Magazin, Irodalmi Jelen, Hitel, Bárka, Előretolt Helyőrség  c. folyóiratok. Verseket, rövidprózákat, tanulmányokat ír, illetve kortársak verseit zenésíti meg. Az ungvári Intermix Kiadó több könyvének felelős szerkesztője.

## Önálló kötetek
- Fekete-Tisza (versek, Előretolt Helyőrség Íróakadémia, 2019)
- Pottó-panzió (gyerekvers, Orpheusz Kiadó, 2019)
- Súlyos hagyomány (előadások, cikkek, recenziók, Intermix Kiadó, 2020)

### Részvétel antológiákban
- Szárnypróba (Intermix Kiadó, 2013)
- Különjárat (Intermix Kiadó, 2017)
- Viszontlátás II. (Intermix Kiadó, 2018)
- A tökéletes zártság egyetlen pillanata (Előretolt Helyőrség Íróakadémia, 2018)
- Az év versei (Magyar Napló Könyvkiadó, 2018)
- Az év versei (Magyar Napló Könyvkiadó, 2019)
- Lehetnék bárki – kortárs és kortalan versek (Tilos az Á Könyvek, 2020)

## Díjak, elismerések
- Együtt Nívódíj (2017)
- Gérecz Attila-díj (2019)
- Khelidón-díj (2019)
- MMA Könyv Nívódíj (2019)
- Móricz Zsigmond-ösztöndíj (2020)

## Írószervezeti tagságok
- Kovács Vilmos Irodalmi Társaság (alelnök, 2014–)
- Magyar PEN Club (2018–)
- Fiatal Írók Szövetsége (2019–)

## Kritikák, recenziók
- Kemsei István: Józanság és irónia. In: olvasat.hu

- http://olvasat.hu/jozansag-es-ironia/

Mádi Gabriella: A balladától a paródiáig. In: Együtt 2019/5, 59–61. o.
- http://kmmi.org.ua/uploads/attachments/books/folyoiratok/egyutt/2019/egyutt_2019_5.pdf

Payer Imre: Kárpátaljáig és tovább… Marcsák Gergely Fekete-Tisza című verseskötetéről. In: irodalmijelen.hu
- https://www.irodalmijelen.hu/2020-jan-15-1710/karpataljaig-tovabb

Farkas Wellmann Endre laudációja a Magyar PEN Club Khelidon-díjának átadásán
- https://www.irodalmijelen.hu/2019-nov-26-1732/filius-ursae-khelidon-dijas-szerzoink-meltatasa

Nagy Zoltán Mihály: Szerénység és nagyszerűség (Marcsák Gergely kibővített laudációja az MMA díjátadóján). In: Együtt 2020/1, 68–71. o.
- http://kmmi.org.ua/uploads/attachments/books/folyoiratok/egyutt/2020/egyutt_2020_1.pdf

Szentmártoni János: Fekete-Tisza. In: Előretolt Helyőrség erdélyi kiadás, 2019. augusztus, 7. o.
- https://media.szekelyhon.ro/pictures/editions/186/18683/18683_263716.pdf

Nagy Koppány Zsolt: Ha Isten egyszer Baskírföldön járna. In: Magyar Nemzet, 2019. május 6.
- https://magyarnemzet.hu/kultura/ha-isten-egyszer-baskirfoldon-jarna-6894200/

Tóth Emese: „Egyes járatokról hallgat a menetrend”. In: Helikon 2020/5
- https://www.helikon.ro/egyes-jaratokrol-hallgat-a-menetrend/ Archiválva 2020. augusztus 13-i dátummal a Wayback Machine-ben

Kis Petronella: A lét körforgása – Marcsák Gergely: Fekete-Tisza. In: Bárka 2020/2, 95–96. o.
- http://www.barkaonline.hu/kritika/7243-a-let-korforgasa---marcsak-gergely--fekete-tisza